# دونچوو
دونچوو (به بلغاری: Donchevo) یک منطقهٔ مسکونی در بلغارستان است که در شهرستان دوبریچکا واقع شده‌است.